# Parha
Parha era un districte fronterer entre Lukka i els hitites, probablement situat a l'est de Lukka, que s'identifica amb la clàssica Pamfília. La van ocupar breument la gent de Lukka al començament del regnat d'Hattusilis III però els hitites el van recuperar poc després. La capital era la ciutat de Parha, que després va tenir el nom de Perge.